# Star for Life
Star for Life är ett skolprogram som vill minska spridningen av hiv och aids i utsatta områden i Afrika. Projektet inriktar sitt arbete mot skolungdomar. Projektet är religiöst och politiskt obundet. Generalsekreterare är sedan 2021 Jessica Grundström Ahldin. 
Idén bakom Star for Life tog form när svenskarna Christin och Dan Olofsson byggde upp hotellverksamheten Thanda Private Game Reserve i KwaZulu-Natal i Sydafrika. Personalomsättningen på hotellet var stor och de upptäckte att insjuknande i aids låg bakom den höga omsättningen. De ville göra något åt saken och startade 2005 den första Star for Lifeskolan Siphosabadletshe i KwaZulu-Natal. Sedan starten 2005 har Star for Life växt och finns idag på omkring 120 skolor i Sydafrika, Namibia, Tanzania, Ukraina och Sri Lanka.

## Logotyp
Star for Lifes logotyp är en färgglad stjärna i gult, rött, svart, grönt och blått mot en vit fond. Star for Life-stjärnan symboliserar en människa som står bredbent med utsträckta armar. En påminnelse om att alla är en stjärna som själv bestämmer över sitt eget liv. Varje stjärntagg och färg har också en symbolisk funktion:
- Gult – I go for my dreams - Jag satsar på mina drömmar. För att uppfylla dem måste jag lyssna inåt och göra mitt allra bästa. Jag är stolt över mig själv och känner min kraft för att göra mina drömmar verkliga.
- Rött – AIDS-free – that's me - Aids-fri, det är jag. Jag skyddar mig själv och utsätter mig inte för onödiga risker.
- Svart – I decide - Jag bestämmer över mitt liv. Det är ok att inte ha sex. Jag använder alltid kondom och jag tar ansvar för mina handlingar.
- Grönt – I am committed - Jag har tagit ställning och engagerar mig. Att luras eller fuska slår bara tillbaka på det jag drömmer om. Jag är ärlig mot mig själv och jag gör mitt bästa och riktigaste kraftansträngningar i skolarbetet.
- Blått – I make it possible - Jag gör det möjligt. Jag sätter mina egna mål och vet att jag kan nå dem. Kanske inte direkt men det jag gör idag kommer att hjälpa mig att nå mina mål imorgon. Jag är ihärdig och jag vet att jag kan ta hand om hinder som kan komma på vägen.

## Samarbeten
Sedan starten 2005 har artistduon Triple & Touch varit engagerade i verksamheten. Bland annat har de turnerat med sydafrikanska ungdomskörer.
Säsongen 2009 samarbetade Dan Olofsson med fotbollslaget Malmö FF och Malmö hade Star for Lifes logotyp på bröstet. Logotypen samlade alla Malmö FF:s sponsorer som därmed stödde både fotbollslaget och välgörenhetsorganisationen.